# Mycomya paradentata
Mycomya paradentata är en tvåvingeart som beskrevs av Vaisanen 1984. Mycomya paradentata ingår i släktet Mycomya och familjen svampmyggor.
Artens utbredningsområde är Finland. Arten är reproducerande i Sverige. Inga underarter finns listade i Catalogue of Life.